# 1633 Chimay
1633 Chimay este un asteroid din centura principală, descoperit pe 3 martie 1929, de Sylvain Arend.